# Benjamín Nahum
Benjamín Nahum (2 de febrero de 1937) es un profesor, historiador, autor e investigador uruguayo.

## Biografía
Egresado como profesor de historia del Instituto de Profesores Artigas. Ejerció la docencia en los liceos uruguayos y fue inspector.
Comenzó a trabajo como  docente en la Enseñanza Secundaria  en el año 1957 en el Liceo de Las Piedras (Canelones) y en el año 1960 ingresó al  Instituto José Batlle y Ordóñez (Montevideo), pasando por el Instituto Francisco Bauzá(Montevideo) y el  Instituto Alfredo Vásquez Acevedo(Montevideo), entre otros.
En 1968 es designado como Profesor Agregado de la cátedra Historia Universal Contemporánea en el IPA, cargo que ocuparía  hasta 1973 ya que fue destituido por la dictadura cívico-militar .
Al ser removido de su puesto como profesor agregado  trabajó varios años como editor de los centros privados de estudio como CINVE, CIEP, CIEDUR, CLAEH  donde se refugiaban los investigadores de Ciencias Sociales, que no tuvieron que exiliarse, donde  impulsó sus numerosas publicaciones.
Tras concursar obtuvo el primer puesto para  proveer cargos de Inspectores de Historia en Educación Secundaria, tarea que no desempeñaría porque fue designado Inspector de Historia en Formación Docente de todo Uruguay en 1985.
Fue nombrado docente grado 5 de las Cátedras de Historia Económica Universal e Historia Económica del Uruguay de la Facultad de Ciencias Económicas y de Administración más conocida como  UDELAR, a partir del año 1985, en forma interina, y efectiva desde 1991.
En 1992 asumió como Director del Área Historia  Facultad de Ciencias Económicas y de Administración en tareas de investigación.
En 1994 inició su labor como investigador en la Universidad de la República.
Desde agosto de 1998 hasta junio de 2001, a pedido del Director del Instituto de Economía Prof. Octavio Rodríguez y del Decano Prof. Miguel Galmés trabajó como orientador del Equipo de Investigación de Historia Económica del Instituto de Economía de la Facultad de Ciencias Económicas y de Administración.
También fue investigador en archivos de Montevideo (Uruguay), Buenos Aires (Argentina), Madrid (España), Londres (Inglaterra) y  París (Francia).
Actualmente es  catedrático y director del Área de Historia Económica de la Facultad de Ciencias Económicas y de Administración de la Universidad de la República. En este marco ha publicado 13 tomos de las series Escritos de Historia Económica y Documental, y el Manual de Historia del Uruguay (1830-1990); y en el Departamento de Publicaciones de la Universidad de la República, las “Series de documentos de diplomáticos extranjeros”, cuyos veintisiete volúmenes abarcan la correspondencia de diplomáticos ingleses, franceses, belgas y españoles referida al Uruguay.
En colaboración con José Pedro Barrán publicó obras fundamentales de referencia en historiografía: 
- Bases económicas de la Revolución Artiguista (1964);
- Historia social de las revoluciones de 1897 y 1904 (1967);
- Historia Rural del Uruguay Moderno, 7 vols. (1967-1978);
- Batlle, los estancieros y el Imperio Británico, 8 vols. (1979-1987).

Fue colaborador de la Colección de “Historia Uruguaya” de Ediciones de la Banda Oriental, para la cual escribió el tomo 6: “La época batllista, 1905-1929” (1975); y dirigió la elaboración de los tomos 7: “Crisis política y recuperación económica, 1930-1958”, (1988) y 8: “El fin del Uruguay liberal, 1959-1973”, (1990).
Otras obras de su autoría que merecen mencionarse son:
- La evolución de la deuda externa del Uruguay: 1875-1939 (1995);[3]
- La crisis de 1890 (1998);[4]
- Breve historia del Uruguay independiente (1999);[5]
- Colección El Uruguay del siglo XX (recopilador y editor) (2001);[6]

Benjamín Nahum es el padre de la periodista y conductora televisiva Ana Nahum (1969 - 2015).